# Pedoszkóp

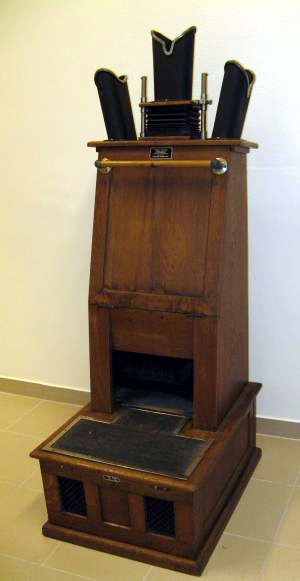
Pedoszkóp

A pedoszkóp röntgensugárzás használatával működő, cipőméretet meghatározó gép volt, amit elsősorban az Egyesült Államok cipőboltjaiban alkalmaztak az 1920-as évektől nagyjából 1960-ig, majd betiltották. 1970-ig az Egyesült Királyság területén még alkalmazták. 
Fluoroszkóp néven a kontinentális Európában is, elsősorban Svájc területén és Németországban használták.
A fluoroszkóp egy fémszerkezet volt, amibe a gyermek vagy felnőtt lábát két csövön át kellett bedugni. 15 másodperces expozíció során a lábat először cipő nélkül, majd a kiválasztott cipőben besugározták. Ez idő alatt hozzávetőlegesen 200-750 mSv sugárterhelés érte őket, ami akkor érdekes adat, ha tudjuk, hogy a halálos adag 6000 mSv tartományban van és egy atomerőműben dolgozónak vagy egy röntgen-asszisztensnek nem szabad 5 év alatt 100 mSv-nél több sugárzást kapnia.
A csernobili atomkatasztrófa következményeként az átlag magyar lakos várhatóan egész élete során összesen 0,3 mSv sugárdózist kap.
Az eszköz az 1950-es évek elején volt a legnépszerűbb. Ekkor mintegy 10 000 készülék volt használatban.

## Külső hivatkozások
- A Guide for Uniform Industrial Hygiene Codes Or Regulations For The Use Of Fluoroscopic Shoe Fitting Devices. American Conference of Governmental Industrial Hygienists.